# David Paterson
David Alexander Paterson, född 20 maj 1954 i Brooklyn, New York, är en amerikansk politiker. 
Från den 17 mars 2008 till den 1 januari 2011 var han guvernör i delstaten New York. Paterson efterträdde Eliot Spitzer sedan denne avgått. Paterson är den förste afroamerikanen och den förste blinde som innehaft ämbetet. Andrew Cuomo blev guvernör efter att Paterson avgått.